# Drapchi (film)
Pour plus de détails, voir Fiche technique et Distribution.
Drapchi est un film indien réalisé par Arvind Iyer, sorti en 2012.
Le film, qui a pour interprète principale la chanteuse tibétaine Namgyal Lhamo, se base sur la vie de Yiga Gyalnang, une chanteuse tibétaine, détenue dans la prison de Drapchi, et qui s'est enfuie du Tibet.

## Distribution
| Acteur                  | Personnage    | Commentaires        |
| ----------------------- | ------------- | ------------------- |
| Namgyal Lhamo           | Yiga Gyalnang | Chanteuse tibétaine |
| Joseph Rezwin           |               |                     |
| Chris Constantinou (en) | Jack Cassady  |                     |
| Tashi Choephel          |               |                     |
| Palden Gyal             |               |                     |

## Tournage
- Le film a été tourné dans plusieurs pays aux Pays-Bas, au Tibet, en France et au Népal.

## Nominations
Il est présenté au 35e festival international du film du Caire, où il est nommé meilleur film sur les droits de l'homme.
Au 12e festival du film indépendant de Rome, il est nommé meilleur long métrage narratif étranger.